# Băbana (gmina)
Băbanaⓘ – gmina w Rumunii, w okręgu Ardżesz. Obejmuje miejscowości Băbana, Băjănești, Ciobănești, Cotmenița, Groși, Lupueni i Slătioarele. W 2011 roku liczyła 2820 mieszkańców.